# Zoey's Extraordinary Playlist
Zoey's Extraordinary Playlist is dramedy-musicalserie met veel zang en dans uit 2020. Een tweede en laatste seizoen werd het jaar nadien uitgebracht. In december 2021 verscheen ook de film Zoey's Extraordinary Christmas, die door streamingdienst The Roku Channel was besteld.

## Verhaal
Zoey werkt als programmeur bij technologiebedrijf SPRQ (uitgesproken als 'Spark') Point in San Francisco. Terwijl ze een MRI ondergaat, wordt de regio getroffen door een lichte aardbeving. Daardoor wordt een grote hoeveelheid muzieknummers geüpload in haar hersenen. Vanaf dan manifesteren de diepste gevoelens van andere mensen zich voor haar in de vorm van zang en dans. Dit laat haar toe deze mensen te helpen, zoals haar genderfluïde buurvrouw en haar collega's. Ook haar vader, die door een ziekte niet meer kan spreken, kan ze op die manier helpen.

## Rolverdeling
- Jane Levy als Zoey Clarke, de protagonist
- Skylar Astin als Max Richman, Zoeys teamlid en beste vriend
- Alex Newell als Mo, Zoeys buurvrouw
- John Clarence Stewart als Simon, Zoeys collega en hoofd marketing

### Seizoen 1
- Lauren Graham als Joan, Zoeys baas
- Stephanie Styles als Autumn, de barvrouw waarmee Max een relatie begint
- India de Beaufort als Simons verloofde
- Patrick Ortiz als Eddie, Mo's nieuwe vriend
- Zak Orth als Howie, Mitch' thuisverpleger
- Hiro Kanagawa als dr. Hamara, Mitch' dokter

- Peter Gallagher en Mary Steenburgen als Mitch en Maggie Clarke, Zoeys ouders
- Andrew Leeds en Alice Lee als David Clarke en Emily Kang, Zoeys broer en schoonzus
- Michael Thomas Grant en Kapil Talwalkar als Leif en Tobin, Zoeys mannelijke teamleden
- Noah Weisberg als Danny Michael Davis, SPRQ Points oprichter en CEO

### Seizoen 2
- David St. Louis als Perry, de brandweerman en Mo's nieuwe vriend
- Alvina August als Tatiana Morris, de journalist die met Simon bevriend raakt
- Katie Findlay als Rose, Max' oude bekende uit New York
- Bernadette Peters als Deb, de weduwe die met Maggie bevriend raakt
- Morgan Taylor Campbell als McKenzie, Zoeys nieuwe vrouwelijk teamlid
- Harvey Guillén als George, die kortstondig in Zoeys team werkt
- Jee Young Han als Jenna Kang, Emily's zus
- Felix Mallard als Aiden, de Australische buurjongen

## Afleveringen

### Seizoen 1
- Zoey's Extraordinary Power
- Zoey's Extraordinary Best Friend
- Zoey's Extraordinary Boss
- Zoey's Extraordinary Neighbor
- Zoey's Extraordinary Failure
- Zoey's Extraordinary Night Out
- Zoey's Extraordinary Confession
- Zoey's Extraordinary Glitch
- Zoey's Extraordinary Silence
- Zoey's Extraordinary Outburst
- Zoey's Extraordinary Mother
- Zoey's Extraordinary Dad

### Seizoen 2
- Zoey's Extraordinary Return
- Zoey's Extraordinary Distraction
- Zoey's Extraordinary Dreams
- Zoey's Extraordinary Employee
- Zoey's Extraordinary Trip
- Zoey's Extraordinary Reckoning
- Zoey's Extraordinary Memory
- Zoey's Extraordinary Birthday
- Zoey's Extraordinary Mystery
- Zoey's Extraordinary Girls' Night
- Zoey's Extraordinary Double Date
- Zoey's Extraordinary Session
- Zoey's Extraordinary Goodbye

## Uitgave en ontvangst
Zoey's Extraordinary Playlist kende op 7 januari 2020 zijn première op het Amerikaanse NBC. Het tweede seizoen verscheen een jaar later, op 5 januari. In Vlaanderen is de serie gedurende 2023 beschikbaar via VRT MAX.
De reeks werd goed onthaald, met een score van 8,1 op tien bij IMDb, 81 procent bij Rotten Tomatoes en 66 procent bij Metacritic.
Producent en choreograaf Mandy Moore won in 2020 een Emmy voor de choreografie van een aantal nummers die in de reeks werden gebracht.